# Marie Marguerite Bihéron
Marie Catherine Biheron ou Marie Marguerite Bihéron (17 novembre 1719 - 18 juin 1795) est une anatomiste et céroplasticienne française du XVIIIe siècle.

## Biographie
Fille d'un apothicaire de Paris, elle suivit d'abord l'enseignement de dessin de Madeleine Françoise Basseporte. Celle-ci lui conseilla de s'exercer à la préparation des pièces artificielles d'anatomie. 
Biheron s'y livra avec courage, et fit, pour se former, le voyage de Londres. Elle était parvenue à faire un corps de femme entier qui s'ouvrait, et permettait d'examiner les parties intérieures qu'on pouvait déplacer et replacer à volonté. Elle s'était adonnée à l'étude de l'anatomie et, presque sans modèles, d'après quelques croquis pris au hasard, les descriptions des livres, et quelques dissections vues en cachette, elle s'était exercée à faire des pièces anatomiques artificielles, modelées à l'aide d'une pâte qui était son secret. Les principales pièces de son cabinet étaient relatives aux accouchements : elle n'imitait pas les parties délicates.

Elle avait formé, en cire, un cabinet de sa composition qu'elle montrait au public pour de l'argent. C'est elle qui, détaillant aux yeux d'un célèbre athée la continuelle correspondance de causes et d'effets qui compose et soutient l'organisation humaine, lui demanda : 

« Eh bien, marchand de hasard, avez-vous assez d'esprit pour nous faire concevoir que le hasard en ait tant ? »

Alfred Franklin écrit que Biheron, selon Mme de Genlis, "« modeloit ses tristes imitations sur des cadavres qu'elle avait dans un cabinet vitré au milieu de son jardin ; je n'ai jamais voulu entrer dans ce cabinet, qui faisoit ses délices et qu'elle appeloit son petit boudoir [Mémoires, t. 1, p. 309.]». Elle finit par créer, dans la rue de la Vieille-Estrapade, un petit musée qui était ouvert tous les mercredis. Mademoiselle Biberon, dit S. Mercier, imite des squelettes si parfaitement qu'on croit en voir de véritables. Les muscles, les nerfs sont rendus avec une vérité frappante [Tableau de Paris, t. VIII, p. 123.]». Malgré l'intérêt que présentait ce musée, l'auteur, n'étant pas soutenu par le corps médical, finit par traiter avec l'ambassadeur de Russie, qui lui acheta le tout pour l'impératrice Catherine II."
Elle rencontre Benjamin Franklin lors de son voyage à Paris (1767). Elle lui envoie le discours de Malesherbes contre la suppression des parlements (1772).
Elle effectue des modèles pour des champignons avec son proche ami Jacques Barbeu-Dubourg ; ils seront décrits dans Le Botaniste françois (1767). Elle apporte aussi certaines des corrections de Franklin au texte des Œuvres de ce dernier (1773). Elle accompagne Jonathan Williams lors de sa visite à Paris (1775).
Le chevalier John Pringle, visitant le musée qu'elle avait formé et qui fut plus tard acheté pour Catherine II par l'ambassadeur de Russie, s'écria : « Mademoiselle, il n'y manque que la puanteur ! ». Lorsque Gustave III, de passage à Paris, vint à l'Académie des sciences, Biheron eut l'honneur de faire en sa présence plusieurs démonstrations anatomiques. Mais la faculté de médecine lui créa toutes sortes de difficultés et lui fit défendre d'avoir des élèves ; elle garda pourtant quelques protecteurs, Hunter et William Hewson de Londres,  et Jacques Barbeu-Dubourg, de Paris.
Diderot (son voisin) la mentionna dans une lettre à John Wilkes, "écrivain politique anglais" et s'entremit entre elle et la cour de Catherine II. Augustin Cabanès lui consacre quinze pages dans Mœurs intimes du passé, série 4 (pp. 295-310).

## Publications
- Anatomie artificielle [par la Demoiselle Biheron], [Paris], Impr. de P.A. Le Prieur, [1761], lire en ligne sur Gallica